# Consorzio di tutela Arancia Ribera di Sicilia D.O.P.
Il Consorzio di tutela Arancia Ribera di Sicilia D.O.P. è la società di tutela e valorizzazione che riunisce le aziende, le associazioni e le istituzioni interessate alla produzione delle Arance di Ribera.

## Prodotto
Le Arance di Ribera godono della Denominazione di origine protetta, riconoscimento pubblicato con il Regolamento dell'Unione europea nº95/2011 nella Gazzetta ufficiale dell'Unione europea del 4 febbraio 2011, ai sensi del regolamento (CE) n.510/2006.

## Storia e attività
Il Consorzio è stato fondato nel 1994 quando i produttori locali hanno deciso di unirsi per proteggere e valorizzare l’Arancia di Ribera, dando vita ad un’organizzazione capace di garantire la qualità, le peculiarità e l’origine delle arance utilizzando il marchio "Riberella", nato nel 1996.
Nel 2014 il Consorzio ha ottenuto il riconoscimento da parte del Ministero dell'agricoltura, della sovranità alimentare e delle foreste con apposito decreto del 3 settembre 2014, pubblicato nella Gazzetta Ufficiale della Repubblica Italiana del 19 settembre 2014. Il riconoscimento, avvenuto ai sensi dell’art. 14, comma 15, della legge 21 dicembre 1999 n. 526, ha investito il Consorzio di ulteriori funzioni concernenti la tutela, la promozione, la valorizzazione, l'informazione del consumatore e la cura generale degli interessi relativi alla DOP per l'"Arancia di Ribera".
L'organismo promuove il prodotto sul mercato nazionale e internazionale ed ha istituito un apposito Ufficio di controllo per il monitoraggio della qualità. Vengono infatti effettuate verifiche scrupolose in ogni fase della produzione come accertamenti in campo, controlli in magazzino e durante la lavorazione nonché verifiche riguardanti il trasporto. Questo sistema permette alle arance che rispettano i requisiti di essere marchiate come "Riberella".
L'Ufficio di controllo istituito dal Consorzio collabora a stretto contatto con l'Ispettorato Centrale della Tutela e della Qualità e Repressioni Frodi dei prodotti Agroalimentari della Sicilia (ICQRF).
Tra gli obiettivi del Consorzio c’è anche quello di realizzare delle forme associative che siano in grado di garantire una migliore gestione delle proposte commerciali.

## Consorziati e zona di produzione
Le aziende consorziate ammontavano a 150 nel 2010, per poi arrivare a 292 (più sei associazioni) nel 2019. Dal 2025 tutti i produttori dell'area delimitata fanno parte del Consorzio.
- Libero consorzio comunale di Agrigento:
  - Bivona
  - Burgio
  - Calamonaci
  - Caltabellotta
  - Cattolica Eraclea
  - Cianciana
  - Lucca Sicula
  - Menfi
  - Montallegro
  - Ribera
  - Sciacca
  - Siculiana
  - Villafranca Sicula
- Città metropolitana di Palermo:
  - Chiusa Sclafani